# Denges
Denges (toponimo francese) è un comune svizzero di 1 625 abitanti del Canton Vaud, nel distretto di Morges.

## Monumenti e luoghi d'interesse
- Chiesa riformata, eretta nel 1973[1].

## Società

### Evoluzione demografica
L'evoluzione demografica è riportata nella seguente tabella:
Abitanti censiti

## Infrastrutture e trasporti

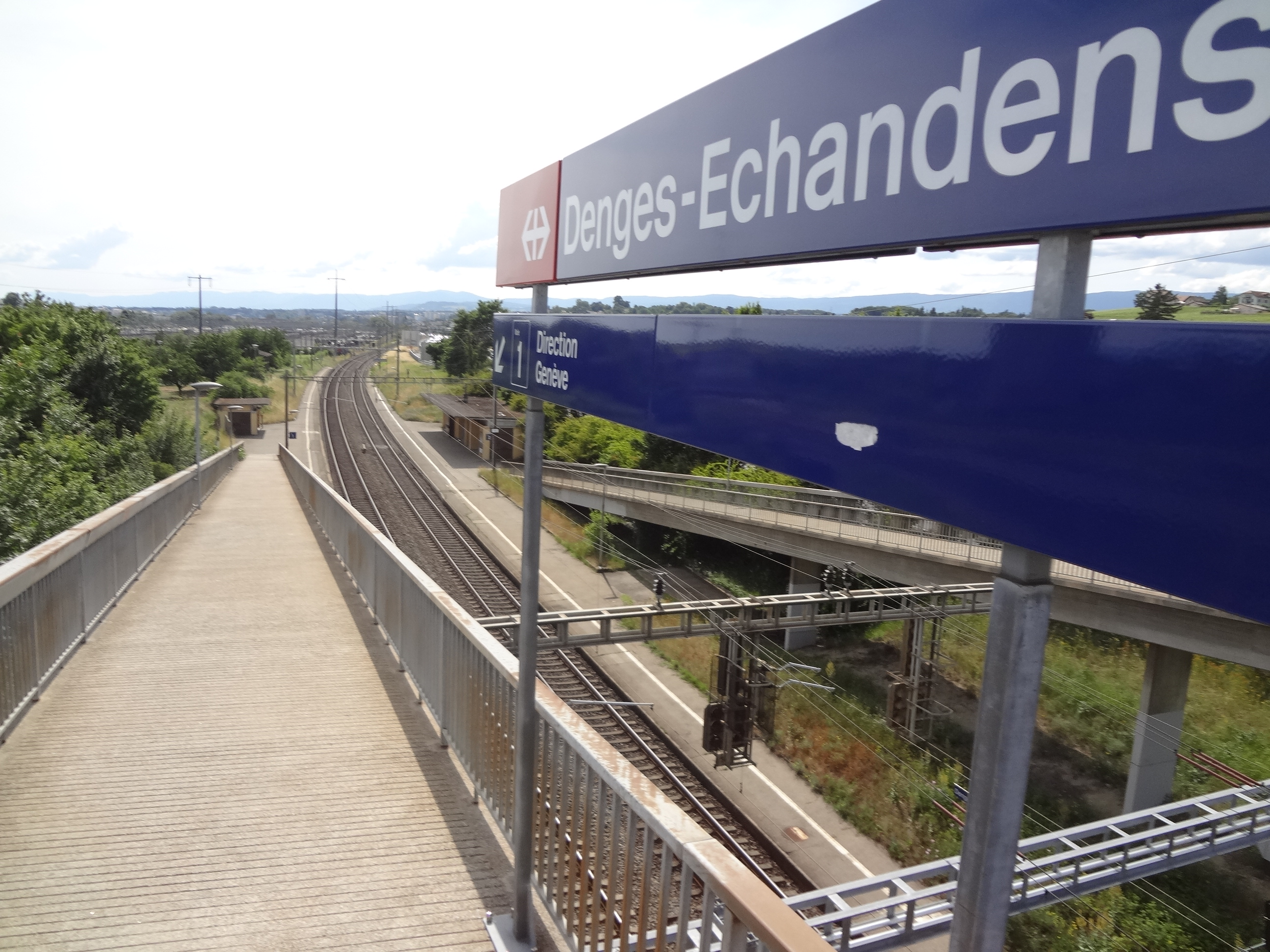
La stazione di Denges-Echandens

Denges è servito dalla stazione di Denges-Echandens sulla ferrovia Losanna-Ginevra.

## Amministrazione
Ogni famiglia originaria del luogo fa parte del cosiddetto comune patriziale e ha la responsabilità della manutenzione di ogni bene ricadente all'interno dei confini del comune.